# Internationale Schweizer Eishockeymeisterschaft 1917/18
Die Saison 1917/18 war die dritte reguläre Austragung der Internationalen Schweizer Eishockeymeisterschaft. Meister wurde der HC Bellerive Vevey.

## Meisterschaftsfinal
- HC Bellerive Vevey – HC Rosey Gstaad 2:1